# Polygonia chitralica
Polygonia chitralica är en fjärilsart som beskrevs av Evans 1932. Polygonia chitralica ingår i släktet Polygonia och familjen praktfjärilar. Inga underarter finns listade i Catalogue of Life.